# Крк

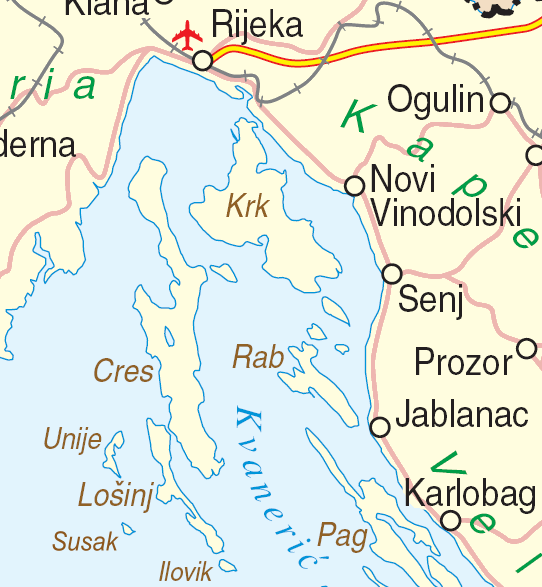
Затока Кварнер

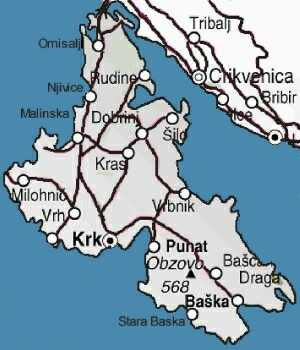
Мапа о. Крк

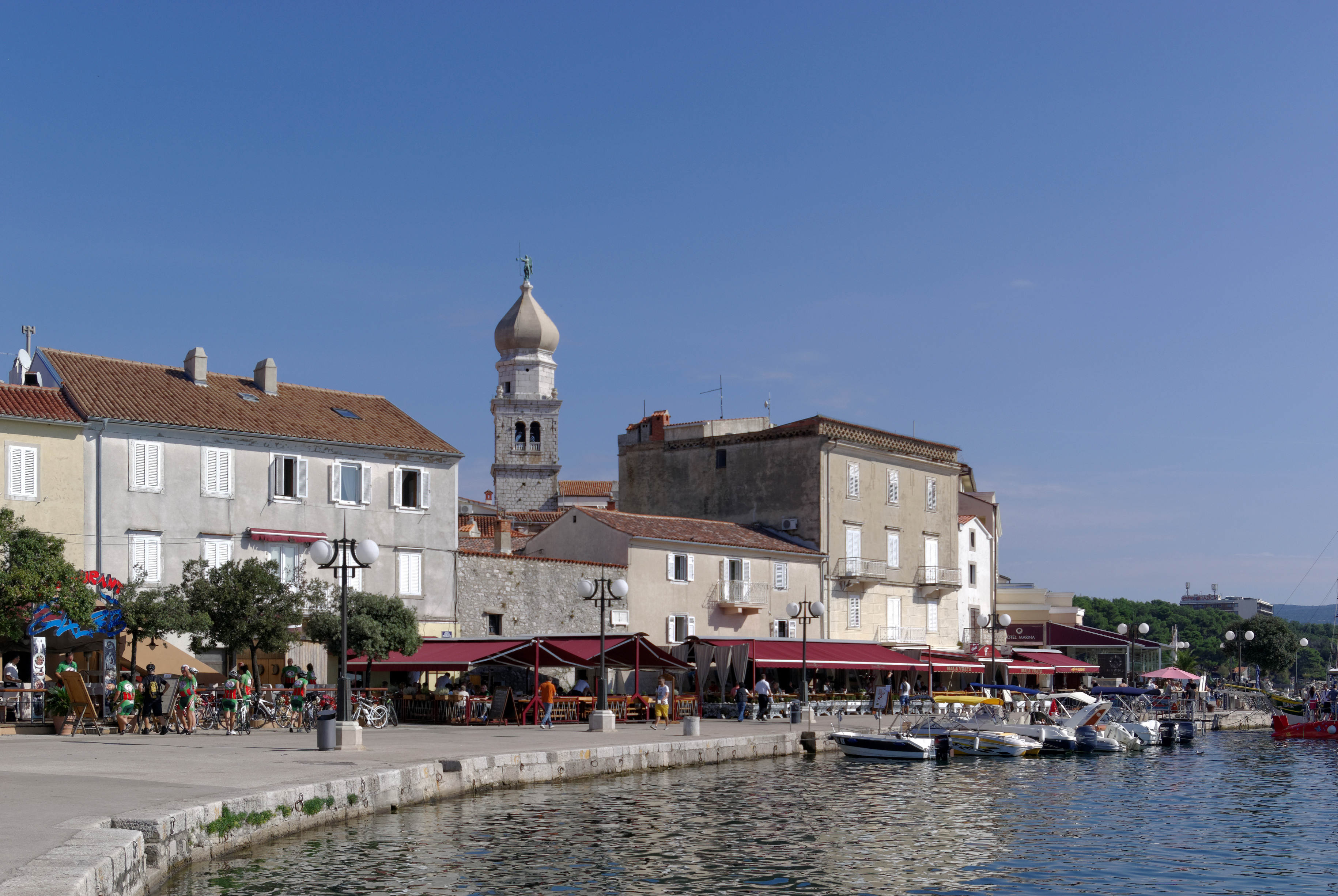
Панорама на м. Крк

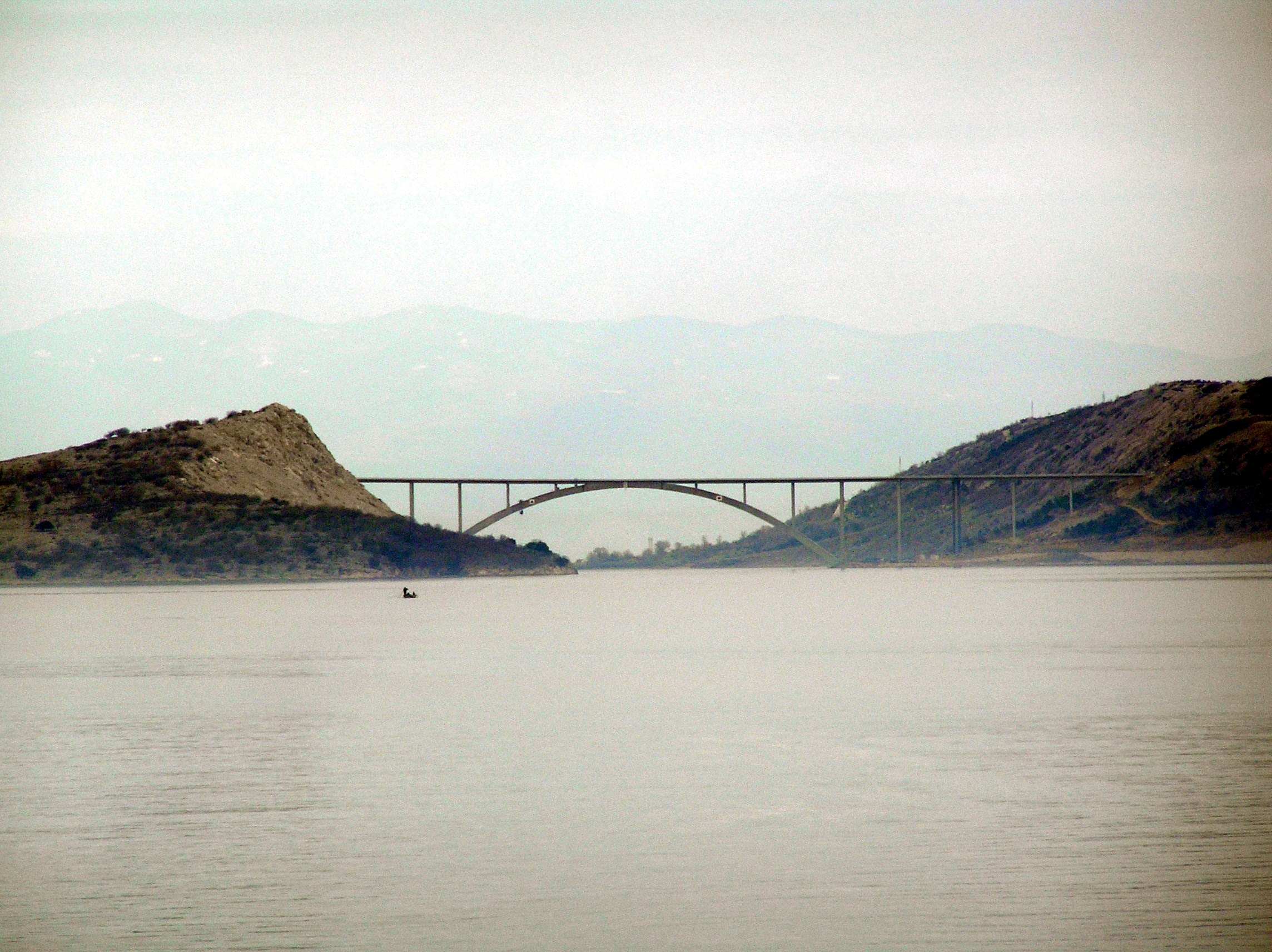
Міст на о. Крк

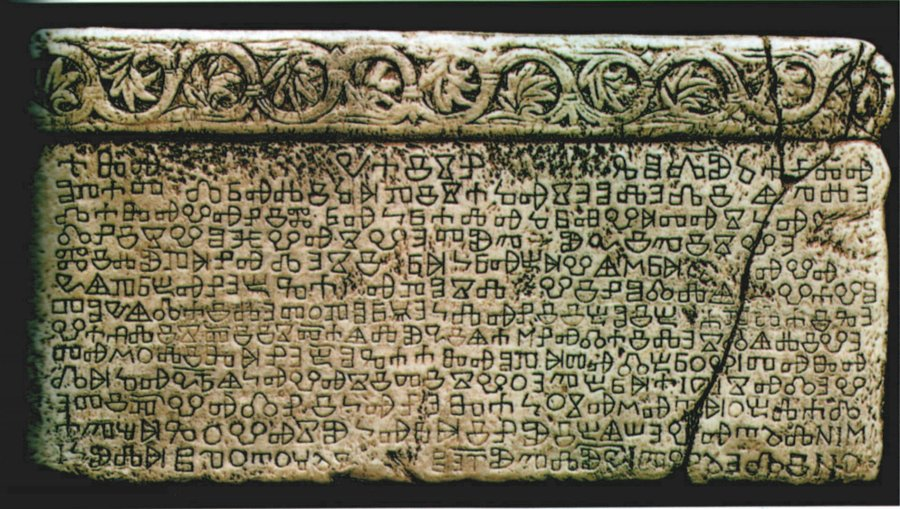
Башчанська плита

Кр́к або Кирк (хорв. Krk pronounced [kr̩̂k]; італ. Veglia; Istro Romanian Krk; вельот.-далм.: Vikla; арх. нім. Vegl, лат. Curicta; дав.-гр. Κύρικον, латиніз. Kyrikon) — острів у північній частині Хорватії, біля далматинського узбережжя в затоці Кварнер, а також розташоване на ньому однойменне місто.

## Загальні дані
Площа острова — 405,78 км². Крк вважається другим за величиною островом Адріатики після Цресу, проте це досить умовно, зважаючи на дивну близькість значень площ двох островів і неточності виміру площі через порізану берегову лінію, яка до того ж постійно змінює контури. За деякими даними, Крк все-таки трохи більший за Црес.
Довжина берегової лінії — 219,120 км. Найвища вершина — 568 м.
Населення острова — 17 860 осіб (2001). Острів Крк відокремлений від далматинського берега вузькою протокою, через яку перекинутий міст завдовжки 1430 метрів, відкритий в 1980 р. Від островів Црес, Раб і від півострова Істрія Крк відокремлений затокою Кварнер. Острів зв’язаний регулярними поромними переправами з островом Црес (Валбіська-Мераг), островом Раб (Башка-Лопар). На острові є аеропорт, що обслуговує також розташоване на материку місто Рієку.
Найбільші населені пункти — міста Крк (5 491 жителів), Омішаль (2 998), Дубашниця (2 726), Пунат (1 876), Добринь (1 970), Довбешка (1 554). Місто Крк розташоване в південно-західній частині острова.

## Історія
Острів був заселений з найглибшої старовини. У римський період було засновано безліч поселень, на місці яких зараз розташовуються міста острова. У I столітті до н. е. біля острова відбулася морська битва між флотами Юлія Цезаря і Помпея. У VII столітті на острів прийшли слов'яни.
У середньовіччі острів перейшов під контроль Венеції, після падіння Венеційської республіки в 1797 р. острів відійшов до Австрії. Після короткого періоду владицтва французів в 1815 р. Крк разом з далматинським узбережжям знову став належати Австрії.
У 1918–1921 рр. острів окуповувала Італія, після Першої Світової війни він став частиною Королівства Сербів, Хорватів і Словенців, згодом Королівства Югославія. Після Другої Світової війни в складі СФРЮ.
Після розпаду останньої в 1990 р. острів став частиною незалежної Хорватії.

## Мова і культура
Особливий інтерес представляє лінгвістична історія Крка. Острів був останньою цитаделлю далматинської мови, мови романської групи, яка в Середньовіччі була поширена на всьому далматинському узбережжі аж до Рагузи (Дубровника). На узбережжі ця мова повністю вимерла ще в XVI столітті, проте на Крку її північний діалект, названий вельотським за італійською назвою острова, дожив до кінця XIX століття і вживався мешканцями острова поряд з хорватською й італійською. Останній носій цієї мови Туоне Удайна загинув в 1898 р.
Крк завжди вважався одним з головних центрів хорватської культури. Саме тут була знайдена знаменита Башчанська плита, на якій глаголицею вибита дарча грамота хорватського короля Звонімира. Це одна з перших згадок про хорватів в письмових джерелах, а також одна з найдавніших і найзначніших пам’яток глаголицької писемності.
На острові Крк довше, ніж в інших місцях північної Хорватії (до середини XX століття) зберігалося як повсякденна практика богослужіння за унікальним глаголичним обрядом, що був католицькою месою латинського обряду, але читаною старослов’янською.
Богослужебні тексти для цього обряду писалися глаголицею. Традиція зводить появу глаголицького обряду до св. Кирила і Мефодія.

## Пам’ятки

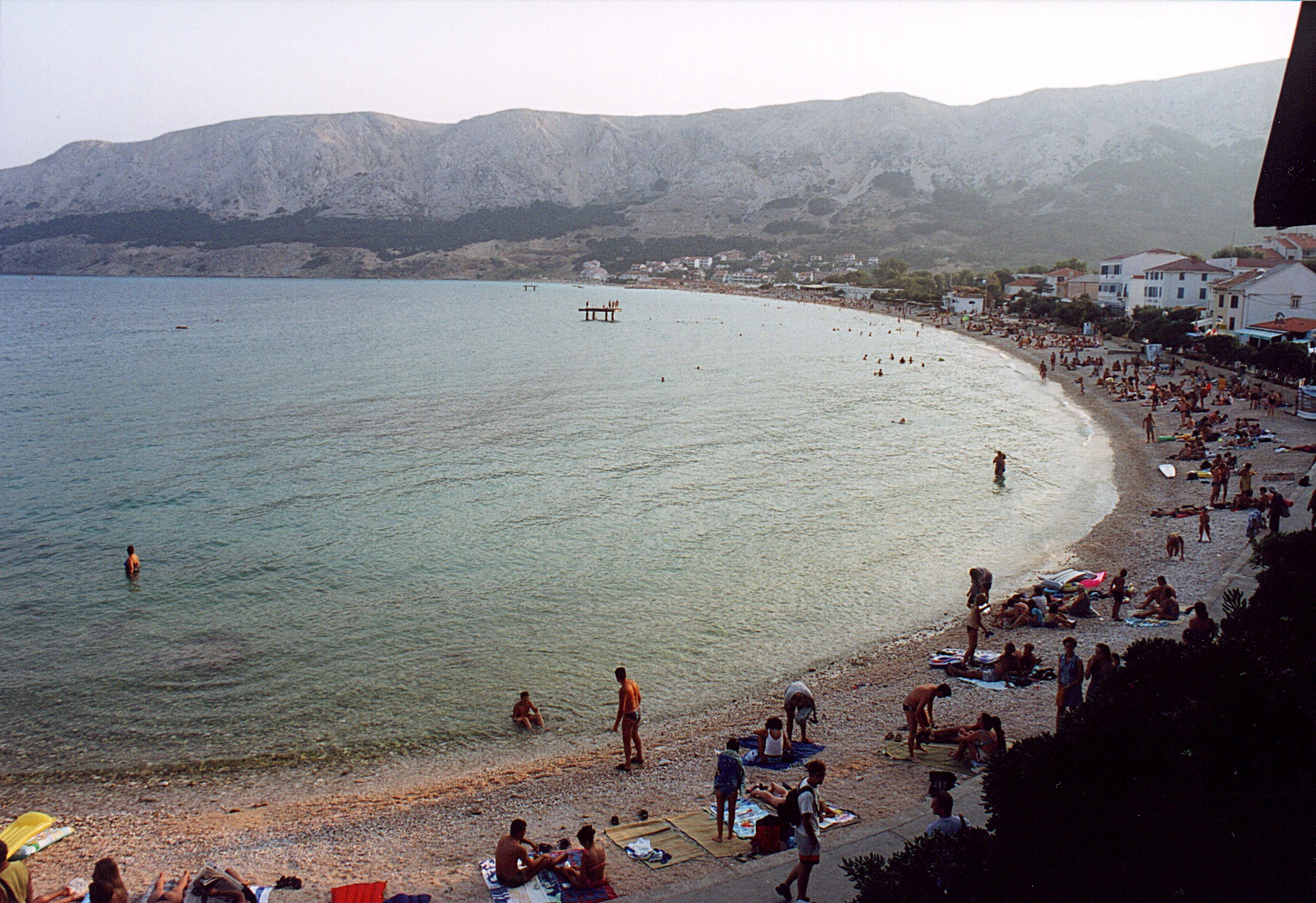
Бухта біля м. Башка

- Крк (Кирк) — старовинне місто, що веде свою історію з давньоримських часів. На колишньому давньоримському форумі розташована побудована венеційцями ратуша, будівля управи і старовинний колодязь. Кафедральний собор (XII століття), при будівництві якого використовувалися давньоримські колони.
- Врбник (Вербник) — маленьке містечко за 6 км від міста Крк, одне з міст-фортець, що збереглися в Хорватії. З нього походить стигматик Златко Судац.
- Пунат — місто розташоване на березі бухти, в середині якої знаходиться маленький острів Кошлюн, на якому розташований старовинний монастир і ботанічний сад при ньому.
- Башка — відомий курорт з красивими пляжами, в околицях багато старовинних церков, в одній з яких і була знайдена Башчанська плита.